# Charles Sutherland Elton

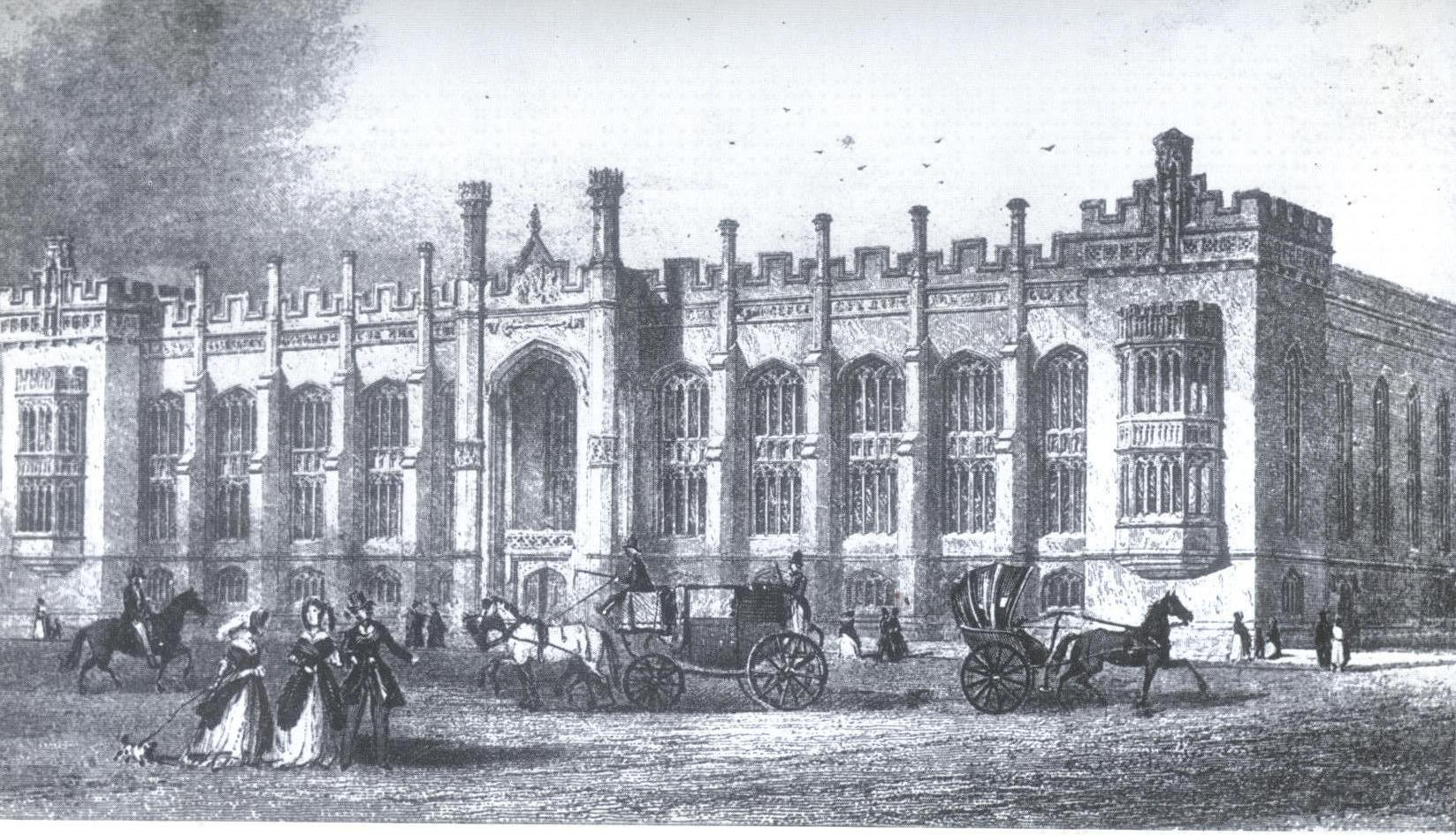
Liverpool College przy Shaw Street (1840–1907)

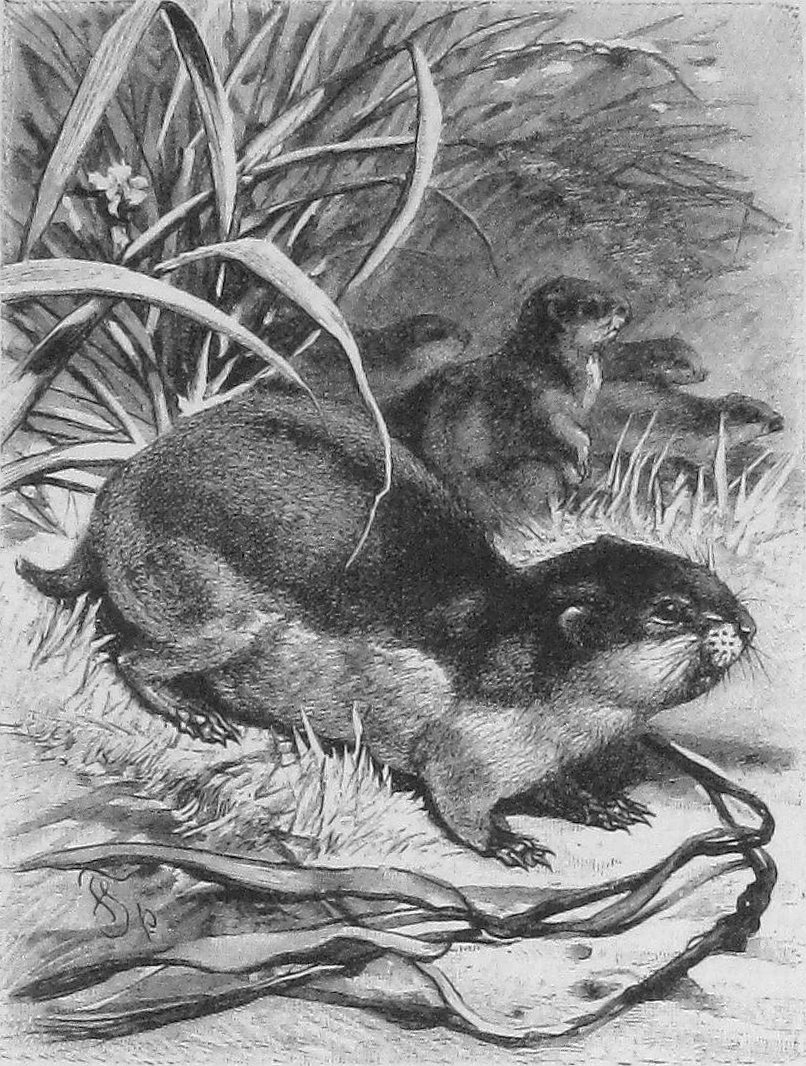
Lemingi (ilustracja z czasopisma Die Gartenlaube z 1886 (zob. też cykliczne zmiany liczebności, wędrówki zwierząt)

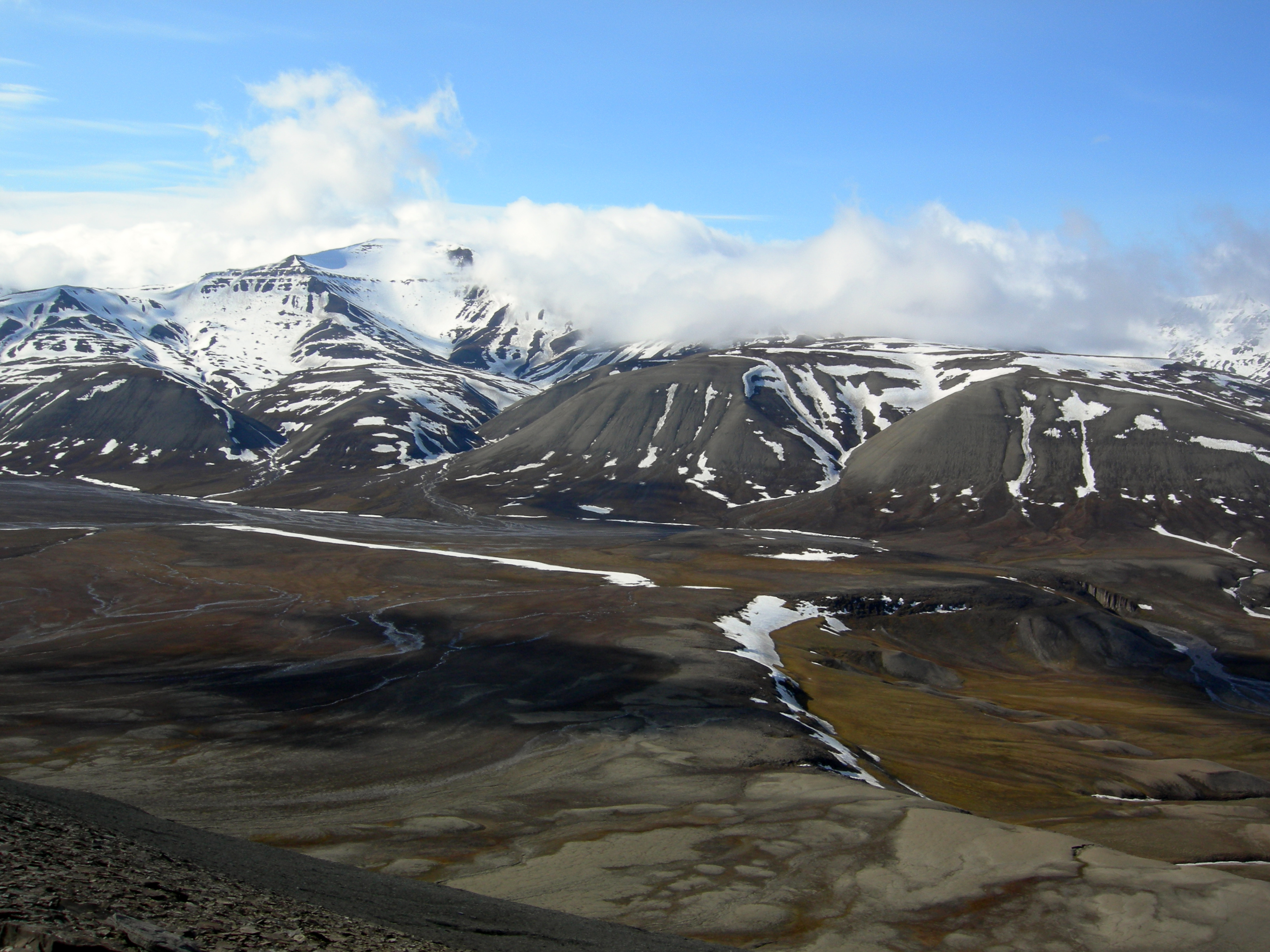
Krajobraz Spitsbergenu

Charles Sutherland Elton (ur. 29 marca 1900 w Manchesterze, zm. 1 maja 1991 w Oksfordzie) – angielski zoolog i ekolog, uznawany za twórcę nowoczesnej ekologii zwierząt, w tym m.in. pierwszych definicji niszy ekologicznej (Eltonian niche), łańcucha i sieci pokarmowej oraz piramidy ekologicznej, badacz gatunków inwazyjnych i oscylacji liczebności populacji.

## Życiorys
Urodził się na początku XX w. na przedmieściu Manchesteru (Withington). W latach 1913–1918 uczęszczał do Liverpool College. Od roku 1919 studiował zoologię (otrzymując first class honors in zoology) w New College Uniwersytetu Oksfordzkiego, m.in. u Edwina S. Goodricha i Juliana Huxleya. W latach 1921, 1923 i 1924 uczestniczył w uniwersyteckich ekspedycjach na Spitsbergen. W roku 1924 opublikował swoją pierwszą pracę naukową Periodic Fluctuations in the Number of Animals: Their Causes and Effects (publ. w British Journal of Experimental Biology) i został zatrudniony w uniwersytecie (początkowo  jako wydziałowy demonstrator), w następnym roku został też konsultantem Hudson Bay Company do spraw biologii. W 1927 wydał swoją pierwszą – przez dziesięciolecia wielokrotnie wznawianą – książkę Animal Ecology oraz został członkiem założycielem Oxford University Exploration Club. W następnych latach brał udział w kolejnych ekspedycjach badawczych na Spitsbergen i do Laponii (w 1929 otrzymał grant Royal Geography Society's Murchison).
Na początku lat 30. XX w. zaproponował radzie Brytyjskiego Towarzystwa Ekologicznego (British Ecological Society) utworzenie nowego czasopisma poświęconego „zaniedbanej dziedzinie ekologii zwierząt”, a po utworzeniu Journal of Animal Ecology (pierwszy numer ukazał się w roku 1932) był przez niemal 20 lat jego głównym redaktorem; utworzył i prowadził też Bureau of Animal Population.
W Uniwersytecie Oksfordzkim zajmował od roku 1936 stanowisko „university reader” ekologii zwierząt; był też pracownikiem naukowym („senior research fellow”) w Corpus Christi College, Cambridge. W latach 1949–1956 należał do  Scientific Policy Committee w Nature Conservancy.
Przeszedł na emeryturę w roku 1967. Zmarł w 1 maja 1991 roku w Oksfordzie

## Tematyka badań naukowych
W pierwszym okresie pracy naukowej Charles Elton kontynuował rozpoczęte w dzieciństwie obserwacje przyrody – populacji w ich środowisku – gromadząc materiały do swojej pierwszej książki – Animal Ecology (napisanej w 1926 roku w 85 dni). Na podstawie obserwacji dokonanych m.in. w czasie arktycznych ekspedycji naukowych –  wskazał czynniki, które mogą mieć wpływ na liczebność populacji i ich rozmieszczenie. Wprowadził pojęcia „piramidy liczb” i niszy ekologicznej („nisza Eltona”). Badania korespondowały z prowadzonymi w tym samym okresie pracami Vito Volterry (matematyka i fizyka) i Alfreda Jamesa Lotki (pracownika Miejskiego Towarzystwa Ubezpieczeń na Życie w Nowym Jorku), którzy opracowywali stosowane w biologii modele matematyczne. Po II wojnie światowej Ch. Elton prowadził m.in. badania ekosystemu Wytham Woods (las mieszany koło Wytham, uznany za Site of Special Scientific Interest). Z tego okresu pochodzą np. pojęcia „inverse pyramid of habitats” i „girder system of communities”, które zyskały mniejszą popularność niż wcześniejsze koncepcje.
„Piramida liczb” i inne „piramidy eltonowskie”
W roku 1927 Elton zwrócił uwagę na zależność liczby zwierząt w obserwowanych zespołach od ich wielkości; wyniki swoich obserwacji przedstawił graficznie w postaci „piramidy liczb”. Jej dolne piętro zajmowały organizmy najmniejsze, lecz najbardziej liczne (największa szerokość, proporcjonalna do liczby organizmów). Zwierzęta coraz większe były coraz mniej liczne. Zaobserwowana zależność doprowadziła do sformułowania koncepcji łańcucha troficznego producenci → konsumenci (różnych rzędów) → reducenci i przekształcenia pierwotnej „piramidy liczb” w piramidy ekologiczne biomasy lub produktywności. Po takim przekształceniu stosunek szerokości poszczególnych warstw nie jest zależny od liczby organizmów, lecz od wydajności ekologicznej. Na cześć Eltona piramidy energii i biomasy są nazywane „piramidami eltonowskimi”.
Charles Elton badał łańcuchy i sieci troficzne w różnych ekosystemach, np. w lesie mieszanym Wytham Woods. Potwierdził m.in. że organizmy najwyższych pięter piramid ekologicznych są przeważnie największe (do wyjątków należą pasożyty), zwykle jednak nie mogą pobierać energii ze wszystkich niższych poziomów; anatomiczna budowa drapieżników najwyższych rzędów często uniemożliwia polowanie na zwierzęta zbyt małe.
„Nisza Eltona”
Z nowej koncepcji łańcuchów i sieci pokarmowych (troficznych) wyłoniła się potrzeba zmiany znaczenia pojęcia „niszy ekologicznej” – wskazania funkcji każdego z organizmów w danym ekosystemie. Pojęcie niszy zostało wprowadzone wcześniej przez Josepha Grinnella i zdefiniowane jako zbiór cech gatunku i potrzeb (głównie określenie zespołu warunków umożliwiających życie). Zgodnie z koncepcją Ch.S. Eltona nisza gatunku musi być określana z uwzględnieniem jego powiązań międzygatunkowych, np. w sieci troficznej.  Eugene Odum „niszę eltonowską” nazwał „zawodem” gatunku, a komplet właściwych czynników siedliska (habitat) – jego „adresem”.
Zmienność liczebności populacji
W dziedzinie dynamiki liczebności populacji Ch.S. Elton analizował głównie zjawiska zmienności o charakterze cyklicznym. Interesował się również ekologią gatunków inwazyjnych (np. leming). Do najczęściej cytowanych publikacji należy praca (współautor: Mary Nicholson) na temat cyklicznych zmian liczebności populacji rysia kanadyjskiego. Autorzy analizowali m.in. raporty Hudson Bay Company dotyczące liczby skór pozyskiwanych w latach 1820–1910. Stwierdzili istnienie wahań liczebności populacji o okresie 9–10 letnim. Analogiczne wahania stwierdzono w przypadku zająca amerykańskiego (Lepus americanus, ang. Snowshoe Hare, zając śnieżny), przy czym były one skorelowane z wahaniami liczebności populacji drapieżnika. Wyniki analiz stały się jedną z podstaw dla opracowywania ogólnych modeli zależności międzygatunkowych w układach drapieżnik-ofiara, takich jak równanie Lotki-Volterry.
Zależność stabilności zespołów organizmów od ich bioróżnorodności
Na podstawie wyników badań wykonanych przed rokiem 1958 Ch. Elton przedstawił sześć pośrednich dowodów, że „różnorodność biologiczna prowadzi do stabilności”. Stwierdził, że:
1. w czasie matematycznego modelowania prostych systemów osiągnięcie stabilności numerycznej było trudne,
2. w czasie laboratoryjnych badań prostych układów z pierwotniakami (prowadzonych przez Gieorgija Gausego; zob. zasada Gausego), osiągnięcie stabilności było trudne,
3. inwazja obcych gatunków jest większym zagrożeniem dla ekosystemów małych wysp niż kontynentów,
4. inwazje szkodników roślin występują rzadziej w ekosystemach naturalnych niż na terenach przekształconych przez człowieka (np. w prostych agrocenozach),
5. gradacje owadów, występujące często w lasach strefy klimatu umiarkowanego, nie występują w wilgotnych lasach równikowych,
6. stosowanie pestycydów do eliminowania drapieżników i pasożytów z zespołów owadów wywołuje ich gradacje.

## Publikacje
Charles Elton jest autorem wielu publikacji – artykułów naukowych i książek, które są uznawane za kamienie węgielne ekologii; m.in.:

- 1923 – Contributions to the Ecology of Spitsbergen and Bear Island. Reprinted from the Journal of Ecology, Vol. XI, No. 2, September 1923. [With Plates, Maps and a Bibliography.]. Victor Samuel Summerhayes, Charles Sutherland Elton,
- 1923 – Contributions to the ecology of Spitsbergen and Bear Island (z V.S. Summerhayesm),
- 1924 – Periodic Fluctuations in the Numbers of Animals: Their Causes and Effects,
- 1924 – The Oxford University Arctic expedition,
- 1925 – The dispersal of insects to Spitsbergen,
- 1927 – Animal Ecology  (wznowienia: 1935, 1936, 1939, 1947, 1949, 1951, 1953, 1956, 1960, 1962, 1965, 1966, 1971, on-line 2008),
- 1927 – The Nature and Origin of Soil-polygons in Spitsbergen,
- 1929 – Aphids and hover-flies in North-East Land Spitsbergen in 1924: an additional note by Charles Elton, M.A., F.E.S.,
- 1930 – Animal ecology and evolution, The Claredon Press,
- 1931 – On a Collection of Raised Beach Fossils from Spitsbergen (z Donaldem Ferlysem i Wilsonem Baden Powellem),
- 1932 – Full Proceedings: Together with a Report (z Ellsworthm Huntingtonem),
- 1933 – Exploring the animal world, G. Allen & Unwin (wznowienia: 1958, 2000),
- 1933 – Abstract of Papers and Discussions, Matamek Factory,
- 1939 – Recent Russian Work on Community Ecology, Matamek Factory (z J. Richardem Carpenterm),
- 1939 – The Natural Control of Rodent Populations,
- 1942 – Fluctuations in Numbers of the Muskrat (ondatra Zibethica) in Canada, Blackwell Scientific (z Mary Nicholson),
- 1942 – The Ten-year Cycle in Numbers of the Lynx in Canada, Blackwell Scientific (z Mary Nicholson),
- 1944 – Extermination of Rats and Mice,
- 1946 – Competition and the Structure of Ecological Communities, Blackwell Scientific,
- 1942 – Voles, Mice and Lemmings: Problems in Population Dynamics, J. Cramer (wznowienie 1965),
- 1942 – Patent specification: improved container for rat poison bait, H.M. Stationery Office (z  Richardem M. Ransonem),
- 1949 – Movements of Arctic Fox Populations in the Region of Baffin Bay and Smith Sound, University Press,
- 1951 – New Hebrides Papers: Scientific Results of the Oxford University Expedition to the New Hebrides 1933; Oxford University Exploration Club,
- 1952 – Sarawak Papers. Scientific results of the Oxford University Expedition to Sarawak, Borneo, in 1932 (Ed. C. Elton), Oxford University Exploration Club, London,
- 1954 – Further Evidence about the Barren-ground Grizzly Bear in Northeast Labrador and Quebec, American Society of Mammalogists,
- 1954 – The Ecological Survey of Animal Communities: With a Practical System of Classifying Habitats by Structural Characters, Cambridge University Press,
- 1956 – Stoneflies (plecoptera, Nemouridae): A Component of the Aquatic Leaf-litter Fauna in Wytham Woods, Berkshire, Entomologist's Monthly Magazine Limited,
- 1958 – The Ecology of Invasions by Animals and Plants, Methuen, Londyn (wznowienia: 1969, 1977, on-line 2000),
- 1958 – Reasons for Conservation,
- 1960 – Ungava Bay Papers. Scientific results of the Oxford University Hudson Strait Expedition, 1931, Oxford University Press,
- 1966 – The Pattern of Animal Communities, Taylor & Francis (z D. A. Kempsonem),
- 1971 – Aulonium Trisulcum Fourc. (Col., Colydiidae) in Wytham Woods, Berkshire:With Remarks on Its Status as an Invader; Entomologist's Monthly Magazine,
- 1971 – Notes on the Fauna of Rotting Wood in the Spey Valley Region, Inverness-shire, Entomologist's Monthly Magazine Limited,
- 1975 – Conservation and the Low Population Density of Invertebrates Inside Neotropical Rain Forest, Elsevier Publishing Company.

Prace Ch. Eltona były wydawane w językach obcych, np. japońskim – 侵略の生態学 (1971), rosyjskim – Экология нашествий животных и растений, Изд-во иностранной литературы (1960), polskim – Ekologia inwazji zwierząt i roślin, Państwowe Wydawnictwo Rolnicze i Leśne (1967).
Książki Animal Ecology (1927), The Ecology of Invasions by Animals and Plants (1958) i The Pattern of Animal Communities (1966), fundamentalne dla ekologii, są cytowane we współczesnych wydawnictwach z tej dziedziny, ukazujących się na całym świecie, m.in. w wielokrotnie wznawianym popularnym podręczniku Charlesa J. Krebsa Ecology. The Experimental Analysis of Distribution and Abundance („Ekologia. Eksperymentalna analiza rozmieszczenia i liczebności”).

## Wyróżnienia

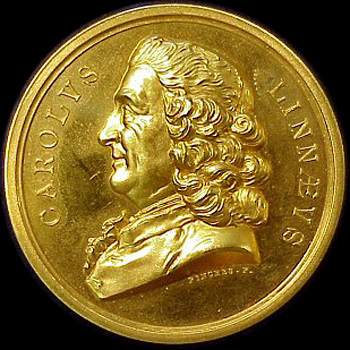
„Linnean Medal” Towarzystwa Linneuszowskiego w Londynie

- 1931 – tytuł honorowego członka New York Zoological Society[2],
- 1960 – tytuł honorowego członka British Ecological Society[2],
- 1953 – tytuł Fellow Royal Society[1][2],
- 1961 – tytuł wybitnego ekologa i dożywotniego członka Ecological Society of America[2],
- 1967 – Złoty Medal Towarzystwa Linneuszowskiego[1][2],
- 1970 – Medal Darwina od Royal Society[1][2],
- tytuł członka zagranicznego American Academy of Arts and Sciences[1].

## Opinie i upamiętnienie
Charles Elton został uznany za ekologa, który wywarł największy wpływ na rozwój ekologii w XX w.. Według Richarda Southwooda i J.R. Clarke był nie tylko wielką postacią w historii ekologii zwierząt, lecz jednym z twórców tej nauki. Dla upamiętnienia jego znaczenia dla ekologii oraz dla Journal of Animal Ecology opracowano w roku 2012 specjalne wirtualne wydanie tego czasopisma, zatytułowane Animal Ecology – Legacy of Charles S. Elton. W tym numerze ponownie opublikowano artykuły pierwszego głównego redaktora: Competition and the structure of ecological communities, The ten-year cycle in numbers of the Lynx in Canada i Stucture of invertebrate populations inside neotropical rain-forest.

## Życie prywatne
Był synem literaturoznawcy Olivera Eltona i Letitii M. Elton (z domu MacColl), pisarki dla dzieci. Miał starszego brata, Geoffreya, który zwrócił jego uwagę na problemy historii naturalnej. Ożenił się w roku 1937 z Edith Joy Scovell – brytyjską poetką. Mieli dwoje dzieci: córkę Catherine (ur. 1940) i syna Roberta (ur. 1943). Żona towarzyszyła Ch.S. Eltonowi, jako asystentka, w ekspedycji naukowej do Afryki Południowej. Zadedykował jej książkę The Ecology of Invasions by Animals and Plants.